# Sphaerochthonius splendidus
Sphaerochthonius splendidus is een mijtensoort uit de familie van de Sphaerochthoniidae. De wetenschappelijke naam van de soort is voor het eerst geldig gepubliceerd in 1904 door Berlese.